# Dale Robertson
Dale Robertson (* 14. Juli 1923 in Harrah, Oklahoma als Dayle Lymoine Robertson; † 27. Februar 2013 in San Diego, Kalifornien) war ein US-amerikanischer Schauspieler. Seine Schauspielkarriere umfasste über 60 Rollen in Produktionen für Film und Fernsehen. Bekannt wurde er in den 1950er Jahren vor allem als Westerndarsteller in Filmen wie Schwarze Trommeln, Hölle der Gefangenen, Die Geier von Carson City oder Das letzte Gefecht.

## Leben und Karriere
Dayle Lymoine Robertson, geboren 1923 in Harrah, im Bundesstaat Oklahoma, wurde von seinen Eltern für eine höhere Bildung auf die Militärakademie geschickt. Um das College und die dortige Ausbildung bezahlen zu können, verdiente er sich zunächst seinen Lebensunterhalt als Trainer für Polo-Ponys und zeitweilig auch als Boxer in Preiskämpfen, ehe er im September 1942 eingezogen wurde. Er diente während des Krieges als Panzerkommandant und wurde in Feldzügen in Nordafrika und Europa zweimal verwundet. Während seines Krankenaufenthaltes in San Louis Obispo, Kalifornien, wurde von ihm ein Porträt für das Amos Carr Studio angefertigt und zu Werbezwecken ins Schaufenster gehängt. Dadurch wurden Filmagenten aus Hollywood auf den Mann mit dem attraktiven Äußeren aufmerksam. Dort empfahl man Robertson es mit einer Schauspielerkarriere zu versuchen und er folgte diesem Ratschlag.
Nach seiner Entlassung aus der Armee im Juni 1945 riet ihm Will Rogers Jr., dessen Vater Will Rogers eine Berühmtheit in Oklahoma war, eine formale Ausbildung als Schauspieler lieber zu meiden und sich stattdessen ganz auf die Ausstrahlung und die Natürlichkeit der eigenen Persönlichkeit zu verlassen.
Im Jahr 1948 gab Robertson schließlich in der Rolle eines Cops in Joseph Loseys Film Der Junge mit den grünen Haaren sein Filmdebüt. 1949 spielte er bereits kleinere Parts in Western von Randolph Scott wie in Die Stadt der rauhen Männer oder Die Todesschlucht von Arizona. 1951 feierte er dann durch Rollen in Jean Negulescos Filmdrama Take Care of My Little Girl an der Seite von Jeanne Crain und als Partner von Mitzi Gaynor in Lloyd Bacons Musicalfilm Golden Girl seinen Durchbruch als männlicher Hauptdarsteller. In den folgenden Jahren machte er dann hauptsächlich Karriere als Westernheld in Filmen wie in Schwarze Trommeln, Die silberne Peitsche oder in Fluß der Rache. Mitte der 1950er Jahre erweiterte er sein Repertoire als unerschrockener Protagonist auch auf Abenteuer- und Kriegsfilme in Filmen von Ted Tetzlaff wie in Sindbads Sohn oder in Lewis R. Foster Fluggeschwader LB 17 greift ein.
Ab 1956 sah man Dale Robertson dann parallel zu seiner Karriere im Kino auch in Rollen von  Produktionen im Fernsehen, wie in The Ford Television Theatre, Studio 57, Schlitz Playhouse of Stars, Climax! oder Tales of Wells Fargo. In den 1960er, 1970er und 1980er Jahren kamen dann zahlreiche Gaststarauftritte in populären US-amerikanischen Serien wie in Iron Horse, Im wilden Westen, Fantasy Island, Love Boat Dallas, oder Mord ist ihr Hobby dazu. Mit den Beatles verbrachte er in San Francisco in einer Bar einen über die Sperrstunde um 2 Uhr hinausgehenden Abend. 1981 war er im Der Denver-Clan als Walter Lankershim zu sehen. Zuletzt sah man ihn 1994 in der Serie Go West.
Robertson verstarb am 27. Februar 2013 im Alter von 89 Jahren in San Diego, Kalifornien.
Dale Robertson hat auch als Produzent und Firmenmanager gearbeitet. Er war fünf Mal verheiratet, unter anderem mit der Schauspielerin Mary Murphy. Er war Vater von drei Töchtern.

## Filmografie (Auswahl)
- 1948: Der Junge mit den grünen Haaren (The Boy with Green Hair)
- 1949: Die Straße der Erfolgreichen (Flamingo Road)
- 1949: Venus am Strand (The Girl from Jones Beach)
- 1949: Die Stadt der rauhen Männer (Fighting Man of the Plains)
- 1950: Die Todesschlucht von Arizona (The Cariboo Trail)
- 1950: Vorposten in Wildwest (Two Flags West)
- 1951: Vergeltung am Teufelssee (The Secret of Convict Lake) (Sprecher der Einleitung)
- 1951: Golden Girl
- 1952: Die Frau des Banditen (The Outcasts of Poker Flat)
- 1952: Fünf Perlen (O. Henry's Full House)
- 1952: Schwarze Trommeln (Lydia Bailey)
- 1953: Die Geier von Carson City (City of bad men)
- 1953: Die silberne Peitsche (The Silver Whip)
- 1953: Hölle der Gefangenen (Devil’s Canyon)
- 1954: Das letzte Gefecht (Sitting Bull)
- 1954: Fluß der Rache (A Gambler from Natchez)
- 1955: Fluggeschwader LB 17 greift ein (Top of the World)
- 1955: Sindbads Sohn (Son of Sindbad)
- 1956: Die Todesschlucht von Laramie (Dakota Incident)
- 1956: Stunden des Terrors (A Day of Fury)
- 1957: Die schwarze Bande (Hell Canyon Outlaws)
- 1958: Anna von Brooklyn (Anna di Brooklyn)
- 1963: Das Gesetz der Gesetzlosen (Law of the Lawless)
- 1964: Goldfieber (Blood on the Arrow)
- 1964: Sanders und das Schiff des Todes (Coast of Skeletons)
- 1965: Der Mann von Button Willow (The Man from Button Willow)
- 1974: Die Story von Gun Kelly (Melvin Purvis G-Man)
- 1975: Die Gangsterschlacht von Kansas City (The Kansas City Massacre)
- 1979: Der letzte Coup der Dalton Gang (The Last Ride of the Dalton Gang)